# 利弗莫爾 (愛荷華州)
利弗莫爾（英語：Livermore）是一個位於美國愛荷華州洪堡縣的城市。

## 地理
利弗莫爾的座標為42°52′01″N 94°11′03″W / 42.86694°N 94.18417°W，而該地的平均海拔高度為348米（即1142英尺）。

## 人口
根據2010年美國人口普查的數據，利弗莫爾的面積為1.81平方千米，當中陸地面積為1.81平方千米，而水域面積為0.00平方千米。當地共有人口384人，而人口密度為每平方千米212人。